# Донбаев, Жениш Бекбоевич
Донбаев Жениш Бекбоевич (12 июля 1945, Кен-Арал, Таласский район, Киргизская ССР, СССР — Таласская область, Кыргызстан) — советский и киргизский тренер по вольной борьбе, мастер спорта СССР, заслуженный тренер СССР (1991).

## Биография
Жениш Донбаев родился 12 июля 1945 года в селе Кен-Арал Таласского района Таласской области.
В 1969 году окончил строительно-инженерный факультет Фрунзенского политехнического института 1969 года. Регулярно заниматься спортом начал во время учёбы в институте. Норматив мастера спорта СССР выполнил в спортивном клубе «Политехник».
В 1968 году занял второе место на зональном первенстве СССР. Победитель первенства СССР среди студентов 1969 года. На протяжении ряда лет был неоднократным чемпионом республики. В 1969—1972 годах входил в состав сборной команды СССР по вольной борьбе.
Работал в сборной команде Кыргызстана — старшим тренером в 1991—1996 годах, главным тренером в 1996—1998 годах.
Его учениками являются бронзовый призёр чемпионата мира Кенжебек Омуралиев, призёры Азиатских игр Максат Бобурбеков и Нурдин Донбаев, призёры чемпионатов Азии Нурбек Изабеков, Руслан Маджинов, Алмазбек Аскаров и другие.
До 2014 года занимал пост директора Республиканской специализированной детско-юношеской школы олимпийского резерва.